# Icosaedrita
La icosaedrita es el primer sistema material cuasicristalino conocido en ser descubierto en la naturaleza. Posee la composición Al
63Cu
24Fe
13 y se lo considera un mineral, siendo aprobado por la International Mineralogical Association en 2010. Su descubrimiento fue el resultado de una búsqueda sistemática de más de 10 años de duración llevada a cabo por un grupo de científicos liderados por Luca Bindi y Paul J. Steinhardt, el objetivo de este grupo era la de encontrar por primera vez un sistema cuasicristalino natural.

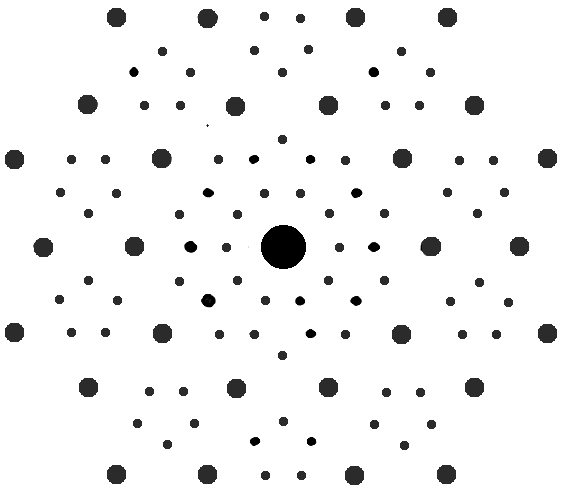
Patrón de difracción de rayos X de la icosaedrita natural, se aprecia una clara simetría de 5 ejes.

La icosaedrita se presenta en forma de pequeños granos en una muestra de mineral etiquetada como "khatyrkita" (número de catálogo 46407/G, ubicada en el Mueseo de Historia Natural de la Universidad de Florencia, Italia), esta muestra fue recolectada de un afloramiento de serpentinita en la zona ultramáfica de Koryak-Kamchatka, montañas Koryak, Rusia. La muestra de roca además contiene espinela, diópsido], forsterita, nefelina, sodalita, corindón, stishovita, khatyrkita, cupalita y una aleación de AlCuFe sin nombre. La evidencia demuestra que el mineral es de hecho de origen extraterrestre, llegada a la tierra con un asteroide de tipo condrita carbonatada CV3 que data de hace 4,5 mil millones de años. Una expedición geológica ha identificado el lugar exacto del descubrimiento original y hallaron más especímenes del meteorito. La misma fase cuasicristalina Al-Cu-Fe había sido creada previamente en laboratorio por un grupo de metalúrgicos japoneses a fines de la década de 1980.
El concepto de cuasicristales -junto con el término que los define- fue introducido por primera vez en 1984 por Steindhardt y Dov Levine, ambos en ese momento pertenecían a la Universidad de Pensilvania. El primer cuasicristal sintético, una combinación de Aluminio y Manganeso, fue reportado en 1984 por los científicos en materiales israelíes Dan Shechtman y colegas en el Instituto Nacional de Estándares y Tecnología de Estados Unidos, un descubrimiento por le cual Shechtman ganó el Premio Nobel en 2011.

## En la cultura popular

### Cine y televisión
- Salvation (serie de televisión), se nombra a la Icosaedrita en su forma natural en el episodio 12 de la primera temporada, no hay referencias a su forma artificial fabricada en laboratorio, probablemente porque esto habría modificado el desarrollo de la historia.